# Saison 1983-1984 de la LAH
Saison précédente Saison suivante
La saison 1983-1984 de la Ligue américaine de hockey est la 48e saison de la ligue au cours de laquelle treize équipes jouent chacune 80 matchs de saison régulière. Les Mariners du Maine remportent leur troisième coupe Calder.
Deux nouveaux trophées sont créés : le trophée Aldege-« Baz »-Bastien récompensant le meilleur gardien de la saison et le trophée Jack-A.-Butterfield remis au meilleur joueur des séries éliminatoires.

## Saison régulière

### Classement
| Clt   | Équipe                          | PJ | V  | D  | N  | BP  | BC  | Pts |
| ----- | ------------------------------- | -- | -- | -- | -- | --- | --- | --- |
| +001, | Express de Fredericton          | 80 | 45 | 30 | 5  | 340 | 262 | 95  |
| +002, | Red Wings de l'Adirondack       | 80 | 37 | 29 | 14 | 344 | 330 | 88  |
| +003, | Mariners du Maine               | 80 | 33 | 36 | 11 | 310 | 312 | 77  |
| +004, | Voyageurs de la Nouvelle-Écosse | 80 | 32 | 37 | 11 | 277 | 288 | 75  |
| +005, | Alpines de Moncton              | 80 | 32 | 40 | 8  | 251 | 278 | 72  |
| +006, | Jets de Sherbrooke              | 80 | 22 | 53 | 5  | 301 | 419 | 49  |

| Clt   | Équipe                     | PJ | V  | D  | N  | BP  | BC  | Pts |
| ----- | -------------------------- | -- | -- | -- | -- | --- | --- | --- |
| +001, | Skipjacks de Baltimore     | 80 | 46 | 24 | 10 | 384 | 304 | 102 |
| +002, | Americans de Rochester     | 80 | 46 | 32 | 2  | 363 | 300 | 94  |
| +003, | Saints de Saint Catharines | 80 | 43 | 31 | 6  | 364 | 346 | 92  |
| +004, | Indians de Springfield     | 80 | 39 | 35 | 6  | 344 | 340 | 84  |
| +005, | Nighthawks de New Haven    | 80 | 36 | 40 | 4  | 365 | 371 | 76  |
| +006, | Whalers de Binghamton      | 80 | 33 | 43 | 4  | 359 | 388 | 70  |
| +007, | Bears de Hershey           | 80 | 28 | 42 | 10 | 320 | 384 | 66  |

- En gras : qualifiés pour les séries

### Meilleurs pointeurs
| Joueur            | Équipe                     | PJ | B  | A  | Pts | Pun |
| ----------------- | -------------------------- | -- | -- | -- | --- | --- |
| Claude Larose     | Jets de Sherbrooke         | 80 | 53 | 67 | 120 | 6   |
| Murray Eaves      | Jets de Sherbrooke         | 78 | 47 | 68 | 115 | 40  |
| Mike Kaszycki     | Saints de Saint Catharines | 72 | 39 | 71 | 110 | 51  |
| Bruce Boudreau    | Saints de Saint Catharines | 80 | 47 | 62 | 109 | 44  |
| Ross Yates        | Whalers de Binghamton      | 68 | 35 | 73 | 108 | 82  |
| Mal Davis         | Americans de Rochester     | 71 | 55 | 48 | 103 | 53  |
| Mark Lofthouse    | Nighthawks de New Haven    | 79 | 37 | 64 | 101 | 45  |
| Normand Aubin     | Saints de Saint Catharines | 80 | 47 | 47 | 94  | 63  |
| Geordie Robertson | Americans de Rochester     | 64 | 37 | 54 | 91  | 103 |
| Claude Verret     | Americans de Rochester     | 65 | 39 | 51 | 90  | 4   |

## Séries éliminatoires
Les quatre premiers de chaque division sont qualifiés pour les séries. Toutes les séries sont disputées au meilleur des sept matchs.
- Le premier de chaque division rencontre le quatrième pendant que le deuxième affronte le troisième.
- Les vainqueurs s'affronte en finale de division.
- Les gagnants de chaque moitié de tableau jouent la finale de la coupe Calder[3].

|  | Demi-finales de division | Demi-finales de division | Demi-finales de division | Demi-finales de division |    |                 | Finales de division | Finales de division | Finales de division | Finales de division |  |  | Finale de la Coupe Calder | Finale de la Coupe Calder | Finale de la Coupe Calder | Finale de la Coupe Calder |
|  |                          |                          |                          |                          |    |                 |                     |                     |                     |                     |  |  |                           |                           |                           |                           |
|  |                          |                          |                          |                          |    |                 |                     |                     |                     |                     |  |  |                           |                           |                           |                           |
|  |                          |                          |                          |                          |    |                 |                     |                     |                     |                     |  |  |                           |                           |                           |                           |
|  | N1                       | Fredericton              | 3                        | 3                        |    |                 |                     |                     |                     |                     |  |  |                           |                           |                           |                           |
|  | N1                       | Fredericton              | 3                        | 3                        |    |                 |                     |                     |                     |                     |  |  |                           |                           |                           |                           |
|  | N4                       | Nouvelle-Écosse          | 4                        | 4                        |    |                 |                     |                     |                     |                     |  |  |                           |                           |                           |                           |
|  | N4                       | Nouvelle-Écosse          | 4                        | 4                        | N4 | Nouvelle-Écosse | 1                   | 1                   |                     |                     |  |  |                           |                           |                           |                           |
|  |                          |                          |                          |                          | N4 | Nouvelle-Écosse | 1                   | 1                   |                     |                     |  |  |                           |                           |                           |                           |
|  |                          |                          | N3                       | Maine                    | 4  | 4               |                     |                     |                     |                     |  |  |                           |                           |                           |                           |
|  | N3                       | Maine                    | N3                       | Maine                    | 4  | 4               | 4                   | 4                   |                     |                     |  |  |                           |                           |                           |                           |
|  | N3                       | Maine                    |                          |                          |    |                 |                     | 4                   |                     |                     |  |  |                           |                           |                           |                           |
|  | N2                       | Adirondack               | 3                        | 3                        |    |                 |                     |                     |                     |                     |  |  |                           |                           |                           |                           |
|  | N2                       | Adirondack               | 3                        | 3                        | N3 | Maine           | 4                   | 4                   |                     |                     |  |  |                           |                           |                           |                           |
|  |                          |                          |                          |                          | N3 | Maine           | 4                   | 4                   |                     |                     |  |  |                           |                           |                           |                           |
|  |                          |                          | S2                       | Rochester                | 1  | 1               |                     |                     |                     |                     |  |  |                           |                           |                           |                           |
|  | S1                       | Baltimore                | S2                       | Rochester                | 1  | 1               | 4                   | 4                   |                     |                     |  |  |                           |                           |                           |                           |
|  | S1                       | Baltimore                |                          |                          |    |                 |                     |                     |                     |                     |  |  |                           |                           |                           |                           |
|  | S4                       | Springfield              | 0                        | 0                        |    |                 |                     |                     |                     |                     |  |  |                           |                           |                           |                           |
|  | S4                       | Springfield              | 0                        | 0                        | S1 | Baltimore       | 2                   | 2                   |                     |                     |  |  |                           |                           |                           |                           |
|  |                          |                          |                          |                          | S1 | Baltimore       | 2                   | 2                   |                     |                     |  |  |                           |                           |                           |                           |
|  |                          |                          | S2                       | Rochester                | 4  | 4               |                     |                     |                     |                     |  |  |                           |                           |                           |                           |
|  | S3                       | Saint Catharines         | S2                       | Rochester                | 4  | 4               | 3                   | 3                   |                     |                     |  |  |                           |                           |                           |                           |
|  | S3                       | Saint Catharines         |                          |                          |    |                 |                     | 3                   |                     |                     |  |  |                           |                           |                           |                           |
|  | S2                       | Rochester                | 4                        | 4                        |    |                 |                     |                     |                     |                     |  |  |                           |                           |                           |                           |
|  | S2                       | Rochester                | 4                        | 4                        |    |                 |                     |                     |                     |                     |  |  |                           |                           |                           |                           |
|  |                          |                          |                          |                          |    |                 |                     |                     |                     |                     |  |  |                           |                           |                           |                           |

## Trophées

### Trophées collectifs
| Coupe Calder : Vainqueurs des séries                        | Mariners du Maine      |
| Trophée F.-G.-« Teddy »-Oke : Champions de la division Nord | Express de Fredericton |
| Trophée John-D.-Chick : Champions de la division Sud        | Skipjacks de Baltimore |

### Trophées individuels
| Trophée Les-Cunningham : Meilleur joueur de la saison                                 | Garry Lariviere (Saints de Saint Catharines) et Mal Davis (Americans de Rochester) |
| Trophée John-B.-Sollenberger : Meilleur pointeur                                      | Claude Larose (Jets de Sherbrooke)                                                 |
| Trophée Dudley-« Red »-Garrett : Meilleure recrue                                     | Claude Verret (Americans de Rochester)                                             |
| Trophée Eddie-Shore : Meilleur défenseur de la saison                                 | Garry Lariviere (Saints de Saint Catharines)                                       |
| Trophée Aldege-« Baz »-Bastien : Meilleur gardien                                     | Brian Ford (Express de Fredericton)                                                |
| Trophée Harry-« Hap »-Holmes : Gardien(s) de l'équipe ayant encaissé le moins de buts | Brian Ford (Express de Fredericton)                                                |
| Trophée Louis-A.-R.-Pieri : Meilleur entraîneur de la saison                          | Gene Ubriaco (Skipjacks de Baltimore)                                              |
| Trophée Fred-T.-Hunt : Joueur au meilleur esprit sportif'                             | Claude Larose (Jets de Sherbrooke)                                                 |
| Trophée Jack-A.-Butterfield : Meilleur joueur des séries                              | Bud Stefanski (Mariners du Maine)                                                  |